# Stazione di Garlasco
Stazione di Garlasco vasútállomás Olaszországban, Lombardia régióban, Garlasco településen.

## Vasútvonalak
Az állomást az alábbi vasútvonalak érintik:
- Vercelli–Pavia-vasútvonal

## Kapcsolódó állomások
A vasútállomáshoz az alábbi állomások vannak a legközelebb:
- Stazione di Gropello Cairoli
- Stazione di Tromello